# Chirita bogneriana
Chirita bogneriana är en tvåhjärtbladig växtart som beskrevs av Brian Laurence Burtt. Chirita bogneriana ingår i släktet Chirita och familjen Gesneriaceae. Inga underarter finns listade i Catalogue of Life.